# 欧州連合域内における著作権保護期間の調和に関する指令
著作権保護期間指令(英: Copyright Duration Directive)(正式には、欧州連合理事会指令 93/98/EEC 欧州連合域内における著作権保護期間の調和に関する指令)（おうしゅうれんごういきないにおけるちょさくけんほごきかんのちょうわにかんするしれい）は、1993年10月29日に制定された、ローマ条約の域内市場条項の下における著作権法の分野に関する欧州連合の指令である。
なお、この指令は2006年の著作権保護期限指令(2006/116/EC)によって廃止(法典化)されている。

## 保護期間
主要な目標は全ての欧州連合の加盟国において著作権とそれに「関連する権利」に共通の保護期間を保証することであった。このために選ばれた期間は、著作者の権利については、著作者の没後 (post mortem auctoris, pma) から70年であった（第1条）が、これは文学的及び美術的著作物の保護に関するベルヌ条約（ベルヌ条約第7条第1項）によって求められた著作者の没後50年という期日より長い。
この指令は、ベルヌ条約の当初の目標は著作者の没後2世代の間作品を守ることであって、そして50年はもうこの目的に対して十分ではないと指摘している（前文の第5パラグラフ）。著作者の没後70年が当時の加盟国の中で最も長い著作権の保護期間だったと言われることが多いが、これは厳密には正しくなく、そして当指令では選択の理由としては述べられていない。この指令が発効した時点で他の加盟国より長期間作品を保護している加盟国であっても、著作権の保護期間が減らされることはない（第10条第(1)項）。
（実演家、フォノグラムおよび映画製作者ならびに放送機関の）「関連する権利」の保護期間は、50年に設定された（第3条）。ただし始まりの日付を以下に示す規則で計算するものとする。この50年の期間は、知的所有権の貿易関連の側面に関する協定 (TRIPS) を含むマラケシュ協定に至る諸交渉における、欧州共同体の観点が反映されている。
| 権利保持者         | 開始時点 |
| ------------------ | --- |
| 実演者             | その実演の実施日。ただし、この期間内にその実演の固定化 (fixation) が法的に公開されているか、または法的に一般に配信 (communicate) されている場合を除く。この場合は、係る最初の公表または最初の配信のいずれか早い日とする。 |
| フォノグラム製作者 | 固定化がなされた日。ただし、この期間内にそのフォノグラムが法的に公開されているか、または法的に一般に配信されている場合を除く。この場合は、係る最初の公表または最初の配信のいずれか早い日とする。                          |
| 映画制作者         | その映画の固定化がなされた日。ただし、この期間内にその映画が法的に公開されているか、または法的に一般に配信されている場合を除く。この場合は、係る最初の公表または最初の配信のいずれか早い日とする。                        |
| 報道機関           | 放送番組の最初の放送の時点。その放送番組が有線または無線（ケーブルや衛星を含む）のいずれで放送されるかは問わない。 |

## 遡及適用
この新しい著作権の条項は、それが発効した時点で既に存在した作品に対しても遡及適用される。欧州司法裁判所によって扱われた「バタフライ事件」のように、その作品が発効以前はパブリックドメインになっていたとしてもである。厳密には、この条項は1995年7月1日の時点で少なくとも1つの加盟国で保護された作品に対して適用される。ただし、ほとんどの加盟国は、他国の保護にかかわらず、この保護期間の基準に適合するすべての作品にそれらを適用することに決めた。外国の法律を考慮する必要がないので、このアプローチは国内の法廷にとって適用するのがはるかに単純であるからである。
このアプローチの賢さは、この指令が発効する以前に発生した問題をカバーした「プッチーニ事件」において、欧州司法裁判所の判決によって示された。ドイツのヘッセン州で1993年〜1994年に、ジャコモ・プッチーニ作のオペラ『ラ・ボエーム』が著作権者の許可のないまま上演された。このオペラはイタリアで最初に公表されたもので、作者のプッチーニは1924年11月29日に死去している。その時点では、イタリアは著作者の没後56年という著作権の保護期間を採用していたので、したがってイタリアの保護は1980年末に終了していた。しかしながらドイツは、ドイツ人著者の作品には著作者の没後70年の期間を適用し、外国の作品には「より短期の規則」（ベルヌ条約第7条第8項）を適用した。裁判所は、加盟国の間でより短期の規則を適用することは、欧州共同体設立条約第12条に定められた差別禁止の原理への違反であると裁決した。従って、その作品がもはやイタリアでは保護されなかったとしても、ドイツでは保護されるべきであったとした。このような事件は、もはや指令が発効してからは発生することはない。
2018年6月20日には欧州議会法務委員会が11条と13条の改正により、インターネットによる報道リンクからの料金徴収（11条・通称：「リンク税」）により大企業に有利な条件で零細企業潰しになりかねない影響がある。また、ウェブ監視(13条）によるフェアユースを認めない決定をしている。これにより、アーティスト作品を引用しての二次創作潰しや政治家の悪用が懸念されている。

## 映画と写真
この指令は、同じく映画の著作物（「シネマトグラフ及びその他の視聴覚作品」）と写真の著作物の著作権の待遇を欧州連合内部で一致させることも定めている。映画の著作物は次の人々のうち最後の人の死亡時点から70年間保護される（第2条第(2)項）：主要な監督、劇作家、脚本家、および特にそのシネマトグラフまたは視聴覚作品で使用する目的で作られた音楽の作曲家。これは、その映画の著者に関する国内の法律の条項にかかわらず適用され、加盟国の間で共通の著作権の保護期間を保証する。国内の法令では他の共著者が規定されていることがあるが、映画の主要な監督は常にその映画の著作物の著作者であると見なされる（第2条第(1)項）。
指令より以前には、写真の著作物の著作権保護に対してそれぞれの加盟国が独創性と創造力の幅広く異なった基準を適用していたが、これらは第6条によって調和させられた。第6条は、完全な保護（著作者の没後70年）が許される唯一の基準は、その写真が「著作者自身の知的な創造」であるということであると述べる。加盟国が独自の (sui generis) 「関連する権利」によってこの基準を満たさない写真を守ることは許される。

## 未公表の作品
この指令は、公表の日以降25年間それまで未公表であったパブリックドメイン作品の発行人に著作権を認めている（第4条）。こうした作品は前もって「法律上の発表」をしたものでなければならないが、一部の国（例えばフランス）では、著作者とその相続人はその作品の刊行を許可する（または許可しない）ことについて永続的な権利を持っている。そうした場合には、著作者人格権保有者の同意がなければ刊行してはならない。

## 他の条項
著作権法の分野で通常そうであるように、保護のすべての期間はそれらの期限が切れることになる年の暦年の終わりまで継続する（第8条）。加盟国は最長30年の間「パブリックドメインに入った重大かつ科学的な作品の出版物」を守ることができる（第5条）。著作者人格権の保護は国内の法令に任せられる（第9条）。

## 雑記
- アメリカ合衆国は1998年、欧州連合で本指令が制定されたことを主たる根拠にソニー・ボノ著作権延長法を成立させ、それまで「個人の死後50年または法人の公表後75年」であった保護期間を「個人の死後70年または法人の公表後95年」に延長した。この後もメキシコが2003年に「個人の死後または法人の公表後100年」（現時点で世界最長）に延長したのを筆頭に各国で際限無く延長が繰り返されており、その口火を切った本指令に対する批判がローレンス・レッシグらを中心に為されている。
- 2005年、欧州委員会は加盟国の中央図書館の蔵書をインターネット上で公開する「欧州デジタル図書館」 (European Digital Library) 計画を正式に開始したが、本指令が蔵書のパブリックドメイン化を著しく妨げているため、2010年までに600万点の文献を公開する目標の達成は極めて困難であるとされている[8]。
- 著作隣接権に関しても新規に指令を制定して保護期間の延長を要求する声が少なくないが、欧州委員会における検討では2004年7月に著作隣接権の保護期間延長を断念した[9]。また、2006年12月にイギリス大蔵省の諮問を受けてまとめられた「知的財産制度に関するガウアーズ報告書」でも著作隣接権の保護期間延長を断念すべきである旨が答申され[10]、2007年7月には政府の方針として著作隣接権の保護期間延長を断念することを表明した。
- また、2008年1月には欧州議会・文化教育委員会で議員より提案された著作隣接権の保護期間延長案が反対多数で否決されている[11]。